# جون أ. واتكينز
جون أ. واتكينز هو سياسي أمريكي، ولد في 8 مارس 1898 في ماريون في الولايات المتحدة، وتوفي في 26 فبراير 1973. نشط حزبياً في الحزب الديمقراطي. وقد انتخب نائب حاكم إنديانا ‏.